# Edmond Decottignies
Edmond Decottignies (n. 3 decembrie 1893, Comines, Nord-Pas-de-Calais, Franța – d. 3 iunie 1963, Comines, Nord, Franța) a fost un halterofil ce a reprezentat Franța, medaliat olimpic. A participat la o ediție a Jocurilor Olimpice (1924) în care a câștigat o medalie de aur.

## Participări
Lista de mai jos prezintă principalele competiții la care a participat Edmond Decottignies de-a lungul carierei.
- weightlifting at the 1924 Summer Olympics – men's 67.5 kg[*]